# 史考特·斯凱爾斯
斯科特·阿倫·斯凱爾斯（英語：Scott Allen Skiles，1964年3月5日—），出生于美国印第安纳州拉波特，美国职业篮球运动员和教练。斯凯尔斯也曾经是NBA联盟中的球员。他在NBA中打了十个赛季，一共效力于五支球队。
他的罚球命中率达到了88.9%，排在NBA历史上的第四位。虽然关于他不会防守的指责始终存在，但他在三分线外的贡献却让人无法忽视。而他也绝对是第一流的传球手。退役后一直做篮球教练。教練生涯歷經鳳凰城太陽、芝加哥公牛、密爾瓦基公鹿等隊。

## 球員時期
球员生涯的光辉一刻在高中时代，他的压哨球让母校赢得了1981年印第安纳州冠军。斯凯尔斯还有一个光荣的记录。他到现在为止还保持着NBA单场助攻纪录，在1990年12月30日斯凯尔斯代表魔术队对役金塊的一场比赛中，他一场比赛就送出了30次助攻。同样是在1990年，斯凯尔斯被NBA选为进步最快球员。
他在NBA中打了十个赛季，一共效力于五支球队，密尔瓦基公鹿，印第安纳溜馬队，奥兰多魔术队，华盛顿巫師队(当时的华盛顿子弹)和费城76人队。他一共打了600场比赛，其中有371场首发亮相。在斯凯尔斯的职业生涯中，他平均每场拿到11.1分和6.5个篮板。但他只在1994年随魔术进过一次季后赛。

## 教練時期

### 鳳凰城太陽
退役后不久，斯凯尔斯被太阳主教练丹尼·安吉聘为助手，并在那里最终开始自己的主教练生涯。斯凯尔斯在太阳证明自己颇有执教天赋，在两个赛季他的胜率超过了60%。不过在2001年至2002赛季，他却因与球员关系僵化而黯然下课，当然成绩不好是导火索，当时太阳只有25胜26负，季后赛看起来很遥远。而在球队的危急时刻，斯凯尔斯没能控制自己的情绪，最终导致了与球员的对立。斯凯尔斯执教太阳队期间共取得116胜79负的不错战绩。但由于与球员经常发生摩擦，导致队内关系不和睦，斯凯尔斯在2002年2月被太阳队解职。
斯凯尔斯从1999年的鳳凰城太阳队开始了自己的NBA主教练生涯，在半途接受太阳后，斯凯尔斯率领球队拿下了40胜22负的佳绩，而太阳队在当年季后赛成功掀翻卫冕冠军马刺队。第二年他又带领太阳打出了51胜31负的战并成功晋级季后赛，不过他在季后赛的总战绩为15胜20负。在成为NBA主教练前，斯凯尔斯曾经担任太阳助理教练2年多的时间，并在希腊短暂执教1年，在NBA他也担任主帅有10年之久。
“我想感谢科尔参议员和约翰-哈蒙德先生给我这次机会，”斯凯尔斯说，“我在这支年轻的雄鹿队身上看到了无穷的潜力，他们的未来一片光明。我已经准备好和约翰一起大干一场了，我要和整个管理层一起把雄鹿带回到胜利的轨道上来，为了我们热情的球迷。”
作为球员，斯凯尔斯也非常出色，早在高中时代他就展现了过人的篮球天赋，他在1982年印地安那高中联赛的决赛中砍下39分，并率领普利茅斯高中夺冠。大学时代斯凯尔斯也是密歇根州立大学的明星，他在1986年离校时创造的2145分是当时的学校记录，他的4号球衣也在2007年9月退役，并进入MSU运动员名人堂。
斯凯尔斯曾经作为职业球员在NBA打了10年600场比赛，首发371场，他效力过的球队包括公鹿，溜馬，魔术，巫師和76人。1986年公鹿在首轮第22顺位选中了斯凯尔斯，他在自己的新秀赛季出场了13场比赛。在斯凯尔斯的职业生涯里，场均可以拿下11.1分，6.5个助攻和2.5个篮板。他在1990年12月30日效力奥兰多魔术队时创造的NBA单场30次助攻的记录至今无人打破，1990-91赛季斯凯尔斯场均拿下17.2分和 8.4次助攻拿下最快进步球员的奖项，他职业生涯88.9%的罚球命中率在NBA历史上高居第四。

### 芝加哥公牛
2007年12月25日，芝加哥公牛篮球事务执行副总裁约翰·帕克森宣布，正式解除带队战绩不佳的斯凯尔斯的球队主教练职务。帕克森发表官方声明：“这是个困难的决定，但也是目前这个时候必须的措施。斯科特在执教期间给球队带来了很多帮助，最重要的是，他带领球队重新赢得了人们的尊重。我很欣赏他的努力工作和给球队带来的积极影响。” 斯凯尔斯也是2007/08赛季NBA全联盟第一位被解雇的主教练。
斯科特·斯凯尔斯不是他在电视上看上去的那么性格强烈的人。（《底特律自由报》的米奇·阿尔博姆说得最好，他形容斯凯尔斯“像一只攥紧的拳头”。）事实上，在应付NBA记者时，他可能是个通情达理、平易近人而且健谈的教练

### 密爾瓦基公鹿
密尔沃基雄鹿队在美国当地时间2008年4月22日下午四点召开新闻发布会，总经理约翰·哈蒙德宣布正式聘请斯科特·斯凯尔斯成为雄鹿队新任主教练(合同共4年)。拥有多年NBA执教经历的斯凯尔斯成为雄鹿队历史上第11位主帅。而值得一提的是，斯凯尔斯曾经在率领公牛和太阳队时，分别在季后赛中掀翻过当年的NBA卫冕冠军热火和马刺队。
“斯科特是一位已经在NBA证明自己有能力带领球队赢球的主教练，”哈蒙德说，“在当球员时他就是个充满激情的家伙，成为教练后他对胜利的渴望丝毫没有减退。我们期待他为这支雄鹿队带来的变化，欢迎他和他的家庭来到密尔沃基。”
2008年4月22日，密尔沃基雄鹿新任主教练斯科特-斯凯尔斯表示他不怕与球员“对立”。
斯凯尔斯就任雄鹿主教练，球员时代斯凯尔斯的新秀赛季就是在雄鹿度过，尽管因伤他只为雄鹿打了13场球，在新秀赛季结束后便被交易至印第安纳步行者，但斯凯尔斯表示在雄鹿的那段经历对于他影响很大。“雄鹿对于我的职业生涯有着重大的影响，”斯凯尔斯说，“尽管我在雄鹿没有留下什么印记，但我在队友身上学到了如何做一名职业球员。杰克·西克马、西德尼·蒙克利夫、保罗·普莱西、格雷格·霍奇、里基·皮尔斯和特里·卡明斯，我和他们在一起待了一年，他们教会了我如何成为一名真正的职业篮球人。”
斯凯尔斯是雄鹿队史第十一位主教练，也是过去5年中的第四位主教练。雄鹿为斯凯尔斯开出了一份4年1800万美元的合约，和底特律活塞主教练菲利普·桑德斯的合约大体一致，雄鹿新任总经理约翰·哈蒙德表示斯凯尔斯的能力配的上这份合约。
“我认为我们提供的合同对于斯科特对于球队都是合理的，”哈蒙德说，“我们就是想找到一位拥有主教练经验，拥有季后赛经验，能够率领球队赢球的教练，他能够让球队更有竞争力，在进攻上能够很好的执行战术，在防守上能够更有效率。”
作为主教练的斯凯尔斯以调教防守和强硬著称于世，斯凯尔斯表示他有信心改善雄鹿的防守，他也不会回避和球员的“对立”。
“我会按照我所知道的最好的方法改进球队的防守，我所执教的球队防守都非常棒，我相信我在雄鹿也可以做到，这是一个重点。你必须要让球员在防守中有责任心，团队防守的理念很重要，一些球员单兵防守能力不强，你要将他们放入球队的防守体系中，相信他们同样可以在防守上取得成功，”斯凯尔斯说，“我永远不希望发生对立，但作为主教练这种情况往往是难以避免的，我不害怕对立，作为主教练我必须要做出一些可能会产生对立情绪的决定。”

### 奧蘭多魔術
2015年5月29日，魔术宣布和斯凱爾斯正式签约，他会成为魔术队史上第12位主教练。
2016年5月12日，斯凱爾斯辭去了奧蘭多魔術隊的主教練一職。

## NBA數據

### 例行賽
| 賽季    | 球隊         | GP  | GS  | MPG  | FG%  | 3P%  | FT%  | RPG | APG | SPG | BPG | PPG  |
| ------- | ------------ | --- | --- | ---- | ---- | ---- | ---- | --- | --- | --- | --- | ---- |
| 1986–87 | 密爾瓦基公鹿 | 13  | 0   | 15.8 | .290 | .214 | .833 | 2.0 | 3.5 | 0.4 | 0.1 | 3.8  |
| 1987–88 | 印第安那溜馬 | 51  | 2   | 14.9 | .411 | .300 | .833 | 1.3 | 3.5 | 0.4 | 0.1 | 4.4  |
| 1988–89 | 印第安那溜馬 | 80  | 13  | 19.6 | .448 | .267 | .903 | 1.9 | 4.9 | 0.8 | 0.0 | 6.8  |
| 1989–90 | 奧蘭多魔術   | 70  | 32  | 20.9 | .409 | .394 | .874 | 2.3 | 4.8 | 0.5 | 0.1 | 7.7  |
| 1990–91 | 奧蘭多魔術   | 79  | 66  | 34.4 | .445 | .408 | .902 | 3.4 | 8.4 | 1.1 | 0.1 | 17.2 |
| 1991–92 | 奧蘭多魔術   | 75  | 63  | 31.7 | .414 | .364 | .895 | 2.7 | 7.3 | 1.0 | 0.1 | 14.1 |
| 1992–93 | 奧蘭多魔術   | 78  | 78  | 39.6 | .467 | .340 | .892 | 3.7 | 9.4 | 1.1 | 0.0 | 15.4 |
| 1993–94 | 奧蘭多魔術   | 82  | 46  | 28.1 | .429 | .412 | .878 | 2.3 | 6.1 | 0.6 | 0.0 | 9.9  |
| 1994–95 | 華盛頓子彈   | 62  | 62  | 33.5 | .455 | .421 | .886 | 2.6 | 7.3 | 1.1 | 0.1 | 13.0 |
| 1995–96 | 費城76人     | 10  | 9   | 23.6 | .351 | .441 | .800 | 1.6 | 3.8 | 0.7 | 0.0 | 6.3  |
| 生涯    | 生涯         | 600 | 371 | 28.0 | .435 | .379 | .889 | 2.5 | 6.5 | 0.8 | 0.0 | 11.1 |

### 季後賽
| 賽季 | 球隊       | GP | GS | MPG  | FG%  | 3P%  | FT%   | RPG | APG | SPG | BPG | PPG |
| ---- | ---------- | -- | -- | ---- | ---- | ---- | ----- | --- | --- | --- | --- | --- |
| 1994 | 奧蘭多魔術 | 2  | 0  | 11.5 | .500 | .000 | 1.000 | 0.5 | 1.5 | 0.0 | 0.0 | 4.5 |
| 生涯 | 生涯       | 2  | 0  | 11.5 | .500 | .000 | 1.000 | 0.5 | 1.5 | 0.0 | 0.0 | 4.5 |

## 主教练战绩
| 隊伍 | 年份    | 常規賽 | 常規賽 | 常規賽 | 常規賽 | 常規賽           | 季後賽     |
| 隊伍 | 年份    | 比賽   | 勝     | 負     | 勝率   | 排名             | 季後賽     |
| ---- | ------- | ------ | ------ | ------ | ------ | ---------------- | ---------- |
| PHX  | 1999-00 | 62     | 40     | 22     | .645   | 太平洋赛区第三名 | 第二輪失利 |
| PHX  | 2000-01 | 82     | 51     | 31     | .622   | 太平洋赛区第三名 | 第一輪失利 |
| PHX  | 2001-02 | 51     | 25     | 26     | .490   | (開除)           |            |
| CHI  | 2003-04 | 66     | 19     | 47     | .288   | 中央賽區第八名   | 未進入     |
| CHI  | 2004-05 | 82     | 47     | 35     | .573   | 中央賽區第二名   | 第一輪失利 |
| CHI  | 2005-06 | 82     | 41     | 41     | .500   | 中央賽區第四名   | 第一輪失利 |
| CHI  | 2006-07 | 82     | 49     | 33     | .598   | 中央賽區第三名   | 第二輪失利 |
| CHI  | 2007-08 | 25     | 9      | 16     | .360   | (開除)           |            |
| MIL  | 2008-09 | 82     | 34     | 48     | .415   | 東南賽區第五名   | 未進入     |
| MIL  | 2009-10 | 82     | 46     | 36     | .561   | 東南賽區第二名   | 第一輪失利 |
| MIL  | 2010-11 | 82     | 35     | 47     | .427   | 東南賽區第三名   | 未進入     |
| MIL  | 2011-12 | 66     | 31     | 35     | .470   | 東南賽區第三名   | 未進入     |
| MIL  | 2012-13 | 32     | 16     | 16     | .500   | (辭職)           |            |
| ORL  | 2015-16 | 82     | 35     | 47     | .427   | 東南賽區第五名   | 未進入     |
| 總計 | 總計    | 958    | 478    | 480    | .499   |                  |            |